# Війна Фойла
«Війна Фойла» (англ. Foyle's War) — британський детективний телесеріал, створений Ентоні Горовицем, який розповідає про роботу поліції на півдні Англії під час Другої світової війни.
Прем'єра телесеріалу відбулася на каналі ITV у 2002—2008 роках, після перерви — у 2010, 2013 та 2015 роках — були показані ще три сезони. Телевізійний директор програм Саймон Шейпс скасував «Війну Фойла» у 2007 році, але Пітер Фінчем (заміна Шейпса) відновив програму після хороших рейтингів п'ятої серії 2008 року. Українською мовою перші шість сезонів транслювалися телеканалом Enter-фільм.

## Сюжет
Дії серіалу відбуваються в англійському місті Гастінгс та його околицях під час Другої світової війни та одразу після неї, із травня 1940 по січень 1947 року. Досвідченого детектива Крістофера Фойла, ветерана Першої світової війни, не відпускають на фронт, адже у воєнний час небезпечні злочини тільки почастішали, а працівників поліцейських катастрофічно не вистачає. У роботі Фойлу допомагає водійка Сем, Саманта Стюарт, і сержант Пол Мілнер, що втратив ногу в битві під Тронгеймом.

## Основний акторський склад
- Майкл Кітчен[en] — ГСІ Крістофер Фойл
- Ганісакл Вікс[en] — Сем (Саманта) Стюарт
- Ентоні Гауелл [en] — сержант (потім інспектор) Пол Мілнер
- Джуліан Овенден[en] — Ендрю Фойл
- Макс Браун [en] — Адам Вейнрайт (6-й сезон)
- Даніель Вейман — Адам Вейнрайт (7-8 сезони)

## Виробництво
Ідея серіалу в керівництва ITV виникла після того, як у 2000 році завершилася екранізація «Інспектора Морса» за романами Коліна Декстера.
Було знято п'ять сезонів (четвертий розділений на дві частини за роками). У 2007 році знімання були припинені, адже серіал виявився занадто дорогим. Проте невдоволення глядачів і високі рейтинги останньої серії змусили телеканал переглянути свою позицію: 9 квітня 2008 року було заявлено, що телеканал веде переговори з Ентоні Горовицем щодо відновлення серіалу.
У 2010 році був випущений шостий сезон із трьох серій як завершення історії служби головного героя — Крістофера Фойла — в рядах поліції.
У лютому 2012 ITV оголосив про початок знімання сьомого сезону, запуск на телеканалі відбувся 24 березня 2013 року. В основі сюжету — події 1946 року, коли Фойл стає старшим офіцером розвідки й занурюється у світ шпигунства. У січні 2015 року телеканал показав кінцеві три серії серіалу, повідомивши, що вони — остаточний фінал історії.
У різний час у зніманнях в серіалі брали участь відомі актори на зорі своєї кар'єри: Девід Теннант, Джеймс Мак-Евой, Розамунд Пайк та інші.